# Bajo la misma estrella (banda sonora)
The Fault in Our Stars (Music from the Motion Picture) es la banda sonora de la  película estadounidense Bajo la misma estrella.  La lista completa de canciones fue lanzada el 13 de abril de 2014, y organizada por Nate Walcott y Mike Mogis de Bright Eyes. Contiene temas de artistas como Kodaline, Birdy y Ed Sheeran. Sheeran escribió la canción para los créditos finales (All of the Stars). La banda sonora fue lanzada en Norteamérica el 19 de mayo de 2014 y en el Reino Unido en junio.
El primer sencillo de la banda sonora fue de Charli XCX con su canción Boom Clap, que se estrenó el 11 de abril de 2014, y el video musical de la cual se estrenó 2 de junio. El vídeo musical para Sheeran de All of the Stars fue lanzado 9 de mayo de 2014. Videoclips también fueron lanzados por Birdy de Tee Shirt el 6 de junio de 2014, y Not About Angels el 12 de junio de 2014. 

## Lista de canciones
| N.º | Título                       | Performers      | Duración |  |
| 1.  | «All of the Stars»           | Ed Sheeran      | 3:55     |  |
| 2.  | «Simple as This»             | Jake Bugg       | 3:17     |  |
| 3.  | «Let Me In»                  | Grouplove       | 3:59     |  |
| 4.  | «Tee Shirt»                  | Birdy           | 2:39     |  |
| 5.  | «All I Want»                 | Kodaline        | 5:06     |  |
| 6.  | «Long Way Down»              | Tom Odell       | 2:30     |  |
| 7.  | «Boom Clap»                  | Charli XCX      | 2:49     |  |
| 8.  | «While I'm Alive»            | STRFKR          | 3:48     |  |
| 9.  | «Oblivion»                   | Indians         | 3:39     |  |
| 10. | «Strange Things Will Happen» | The Radio Dept. | 4:26     |  |
| 11. | «Bomfalleralla»              | Afasi & Filthy  | 3:57     |  |
| 12. | «Without Words»              | Ray LaMontagne  | 4:18     |  |
| 13. | «Not About Angels»           | Birdy           | 3:09     |  |
| 14. | «No One Ever Loved»          | Lykke Li        | 4:05     |  |
| 15. | «Wait»                       | M83             | 5:44     |  |

| Bonus track edition - Pistas adicionales |                                              |              |          |  |
| N.º                                      | Título                                       | Escritor(es) | Duración |  |
| 16.                                      | «Best Shot (Bonus Track)» (con Jaymes Young) |              | 2:53     |  |

| Deluxe edition - Pistas adicionales |                      |              |          |  |
| N.º                                 | Título               | Escritor(es) | Duración |  |
| 17.                                 | «Sun»                |              | 4:37     |  |
| 18.                                 | «We're On Our Way»   |              | 4:08     |  |
| 19.                                 | «What I Wouldn't Do» |              | 3:41     |  |
| 20.                                 | «What You Wanted»    |              | 4:01     |  |

- Datos: Q17691165